# رنگ سیاسی

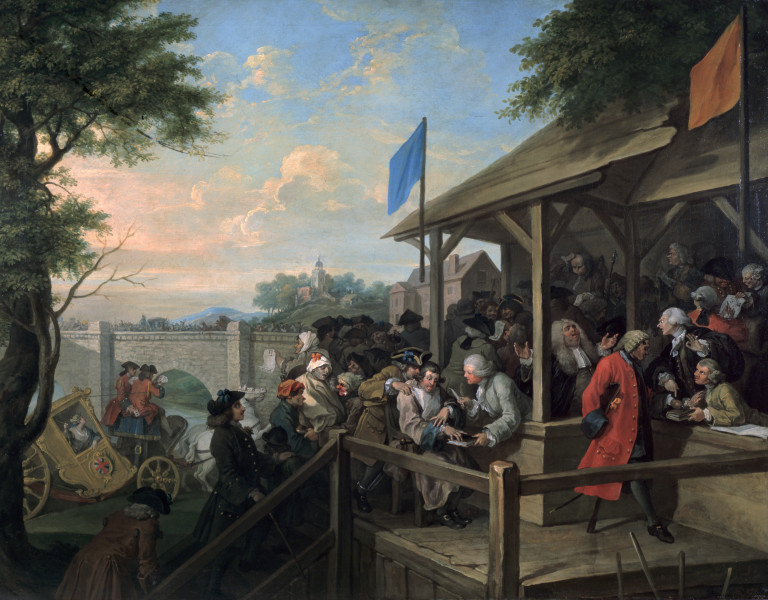
هاگلتی The Polling، به تصویر کشیدن انتخابات پارلمان انگلیس در سال ۱۷۵۴، شامل یک پرچم آبی به نمایندگی از تیوری‌های محافظه کار و یک پرچم گاومیش به نمایندگی از لیبرال‌ها

رنگ‌های سیاسی رنگ‌هایی هستند که به‌طور رسمی یا غیررسمی برای نشان دادن یک ایدئولوژی، جنبش یا حزب سیاسی به کار می‌روند. محل تلاقی نمادگرایی رنگ و نمادگرایی سیاسی است.
احزاب در کشورهای مختلف با ایدئولوژی‌های مشابه گاهی از رنگ‌های مشابه استفاده می‌کنند. به عنوان نمونه رنگ قرمز نماد ایدئولوژی‌های چپ در بسیاری از کشورها است (منجر به اصطلاحاتی مانند ارتش سرخ و ترساندن سرخ)، در حالی که رنگ آبی که اغلب برای محافظه کاری استفاده می‌شود، رنگ زرد بیشترین رابطه را با لیبرالیسم و آزادی‌خواهی راست، و سیاست سبز به دلیل رنگ سیاسی ایدئولوژی نامگذاری شده‌است.
انجمن‌های سیاسی از یک رنگ خاص در کشورهای مختلف متفاوت است و استثناهایی نیز در روند عمومی وجود دارد. به عنوان مثال، رنگ قرمز در طول تاریخ با سلطنت یا کلیسا در ارتباط بوده‌است، اما به مرور زمان با سیاست چپ ارتباط برقرار کرده‌است، در حالی که ایالات متحده با سایر کشورها تفاوت دارد زیرا محافظه‌کاری با قرمز و لیبرالیسم با آبی همراه است.
سیاستمدارانی که در محافل عمومی ظاهر می‌شوند، اغلب با پوشیدن گل رز، گل یا کراوات به رنگ حزب سیاسی خود را معرفی می‌کنند.

## سیاه
رنگ سیاه در درجه اول با آنارشیسم در ارتباط است. آنارشیست‌ها از سیاه به دلیل رد دولت و سلسله مراتب استفاده می‌کنند. رنگ سیاه را می‌توان فقدان رنگ، آنارشیسم را فقدان دولت دانست. این در مقابل پرچم‌های ملی استفاده می‌شود تا در عوض آنارشیسم جهانی را نشان دهد. سیاه و سفید است به میزان کمتر مورد استفاده برای نشان فاشیسم به کار می‌رود

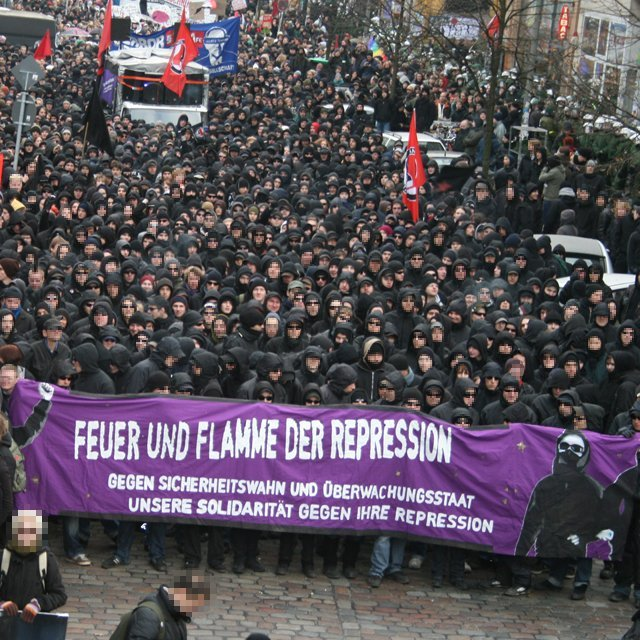
آنارشیست‌ها در آلمان همه سیاه پوشیده‌اند

رنگ‌های سیاه و قرمز حداقل از اواخر دهه ۱۸۰۰ هنگامی که توسط آنارشیست. های ایتالیایی در شورش بولونیا در کوکاد استفاده می‌شد، و در سال ۱۸۷۷ هنگامی که آنارشیست‌ها با حمل پرچم‌های قرمز و سیاه به شهر لتینو ایتالیا برای تبلیغ اولین بار وارد شهر ایتالیا شدند، توسط آنارشیست‌ها استفاده می‌شد. بین‌المللی در طول جنگ داخلی اسپانیا کنفدراسیون ملی کار از یک نوار مورب سیاه و قرمز استفاده کرد که رنگ سیاه آنارشیسم و قرمز نمایانگر جنبش کارگری و جنبش کارگری بود. این پرچم به سرعت توسط دیگر آنارشیست‌ها به تصویب رسید، و رنگ دوم برای تمیز فلسفه‌های خاص آنارشیست به کار رفته‌است: صلح طلبی آنارکو با سفید، آنارشیسم سبز با سبز، آنارکو سندیکالیسم و آنارکو کمونیسم با قرمز، متقابل با نارنجی و آنارکو سرمایه‌داری با زرد، در حالی که رنگ سیاه به‌طور معمول آنارشیسم را بدون صفت و ویژگی نشان می‌دهد.
در دوران طلایی دزدی دریایی، پرچم‌های سیاه دزدان دریایی مانند ریش سیاه و کالیکو جک به نمادهای محبوب دزدی دریایی تبدیل شدند. پرچم‌های نشان دهنده مرگ و بدون ربع برای کسانی که تسلیم نمی شوند. پرچم سیاه راجر جلف، که توسط کالیکو جک استفاده می‌شد، به نمادی محبوب و شناخته شده از دزدان دریایی، به ویژه دزدان دریایی قاره آمریکا تبدیل شد. جمجمه و استخوان‌ها نیز به یک سمبل خطرناک برای نمایش سمومی مانند سیانور، سیکلون ب و سایر مواد سمی تبدیل شدند. پرچم سیاه دزدی دریایی بعداً بر نمادهای آنارشیسم، مانند نمادهای سرزمین آزاد و شورش کرونشتات تأثیر می‌گذارد. ظهور دزدی دریایی اینترنتی منجر به پذیرش گسترده نمادهای دوران طلایی دزدی دریایی شد و به نمادهای سایت‌های دزدان دریایی مانند خلیج دزدان دریایی تبدیل شدند. تبدیل شدن رنگ سیاه به نمایندگی از احزاب دزدان دریایی.
- احزاب ضد روحانیت در اواخر قرن نوزدهم و اوایل قرن بیستم گاهی اوقات از رنگ مشکی در مراجعه به مقامات کلیسای کاتولیک روم استفاده می‌کردند، زیرا زیره معمولاً سیاه است.[۸]
- در آلمان و اتریش، رنگ سیاه رنگی است که از لحاظ تاریخی با احزاب دموکرات مسیحی مانند اتحادیه دموکرات مسیحی آلمان و حزب مردم اتریش در ارتباط است، اما این معمول است زیرا رنگ‌های رسمی احزاب برای اتحادیه دموکرات مسیحی آلمان نارنجی است و برای حزب خلق اتریش به رنگ فیروزه ای است
- در ایتالیا، رنگ سیاه رنگ فاشیسم است زیرا رنگ رسمی حزب ملی فاشیست بود. در نتیجه، احزاب مدرن ایتالیا از رنگ سیاه به عنوان رنگ سیاسی خود استفاده نمی‌کنند، اما شناسایی جنبش اجتماعی ایتالیا نئوفاشیست مرسوم است.[۹]
- در جهان اسلام، پرچمهای سیاه (غالباً دارای یک شهادت سفید) گاهی توسط گروه‌های جهادی استفاده می‌شود. سیاه رنگ خلافت عباسی بود. این نیز معمولاً توسط مسلمانان شیعه استفاده می‌شود، زیرا همچنین با عزاداری درگذشت حسین بن علی همراه است.[۱۰] اکنون به عنوان رنگ پرچم گروه تروریستی داعش به کار می‌رود.
- در روسیه، از رنگ سیاه برای سلطنت طلبی و جنبش‌های ملی گرایانه مانند صدها سیاه قبل از شکست استفاده می‌شد.[۱۱]
- در هند، رنگ سیاه نشان دهنده اعتراض است. در تامیل نادو (ایالتی در هند)، سیاه پوستان نشانگر شورشیان حقوق بشر الحادی است که پیروی از Periyar EV Ramasamy را دنبال می‌کنند.[۱۲]

## آبی
رنگ آبی معمولاً با احزاب راست میانه یا محافظه‌کار در ارتباط است، که از استفاده آن توسط Tories (سلف حزب محافظه کار) در انگلستان ناشی می‌شود.
- زمینه پرچم سازمان ملل آبی روشن است که برای نشان دادن صلح و امید انتخاب شده‌است. این اصطلاح " آبیاری آبی " را ایجاد کرده‌است.[۱۴]
- در بلژیک، رنگ آبی با لیبرالیسم در ارتباط است، هم توسط لیبرال‌های آزاد فلاندر و هم دموکرات‌ها به عنوان جنبش اصلاح طلبان استفاده می‌شود.[۱۵]
- در برزیل، رنگ آبی با احزاب محافظه کار و لیبرال همراه است. آبی رنگی مرتبط با ترقی‌خواهی است، که از اتحاد ملی تجدید، حزب اصلی رژیم نظامی است. آبی و قرمز رنگ اصلی اتحادیه دموکراتیک ملی بود، حزب اصلی محافظه کار لیبرال بین سالهای ۱۹۴۵ و ۱۹۶۴ و در حال حاضر رنگهای اصلی حزب لیبرال است. آبی و زرد رنگهای دموکراسی مسیحی و حزب سوسیال دموکراسی برزیل است که یک حزب چپ میانه و اکنون لیبرال اقتصادی است. آبی و سبز رنگ دموکرات‌ها، اصلی‌ترین حزب محافظه کار لیبرال در برزیل در جمهوری فعلی است. آبی همچنین رنگ اقدام انتگرالیست برزیل، اولین جنبش راست افراطی در برزیل بود. حزب جمهوری‌خواه برزیل، یک حزب دموکرات مسیحی مرتبط با انجیلی‌ها و حزب محافظه کار لیبرال سوسیال دموکرات از یک بنر آبی با رنگ‌های سبز، زرد و سفید، سه رنگ دیگر پرچم برزیل، با برجستگی کمتر استفاده می‌کنند.[۱۶]
- در ژاپن، رنگ آبی با احزاب لیبرال، میانه‌رو و چپ میانه مرتبط است. از نظر تاریخی توسط حزب سوسیالیست ژاپن استفاده می‌شد. سه حزب چپ میانه در ژاپن با نمایندگان منتخب از رنگ آبی استفاده می‌کنند. اینها حزب دموکراتیک مشروطه ژاپن، حزب دموکراتیک برای مردم و حزب سوسیال دموکرات هستند.
- رنگ آبی که معمولاً از سایه روشن تری برخوردار است، در یهودیت از اهمیت ویژه ای برخوردار است. پرچم اسرائیل دارای دو نوار افقی آبی و یک ستاره آبی داوود است. همچنین به Teklet و صهیونیسم مراجعه کنید. این رنگ همچنین به شدت با حزب جناح راست لیکود شناخته می‌شود.
- در رومانی، رنگ آبی معمولاً با احزاب راست میانه یا راست روبرو است و تعدادی از این احزاب به‌طور رسمی از این رنگ استفاده می‌کنند، مانند حزب ملی لیبرال، اتحادیه نجات رومانی، حزب جنبش مردمی، اتحاد لیبرال‌ها و دموکرات‌ها، حزب ملی دموکرات، جمهوری جدید، M10، و همچنین حزب محافظه کار که اکنون از کار افتاده‌است.
- در آفریقای جنوبی، رنگ آبی معمولاً با احزاب سیاسی لیبرال در ارتباط است، معروف‌ترین آنها اتحاد دموکراتیک، بزرگترین حزب مخالف است. رنگ آبی نیز توسط حزب متحد مورد استفاده قرار گرفت، که حزب پیشرو (بزرگترین جد اتحاد دموکراتیک) از آن در سال ۱۹۵۹ جدا شد.[۱۷]
- در کره جنوبی، احزاب محافظه کار از رنگ آبی به‌طور سنتی استفاده می‌کردند. در سال ۲۰۱۳، آبی توسط حزب لیبرال دموکرات کره پذیرفته شده است (قبلاً از سبز و زرد استفاده می‌شد)، در حالی که حزب محافظه کار رنگ خود را از آبی به قرمز تغییر می‌دهد.
- در تایوان، رنگ آبی توسط Kuomintang استفاده می‌شود.
- در هنگ کنگ، اردوگاه طرفدار پکن از رنگ آبی استفاده می‌کند.
- در ایالات متحده، از سال ۲۰۰۰ رسانه‌های جمعی با حزب لیبرال دموکرات ارتباط آبی برقرار کرده‌اند. در سال ۲۰۱۰، این حزب از آرم رسمی آبی[۱۸] رونمایی کرد (نگاه کنید به ایالت‌های قرمز و ایالت‌های آبی). هرگونه استفاده از رنگ آبی به‌طور انحصاری برای توصیف تاریخی حزب دموکرات در مورد هر چیزی قبل از سال ۲۰۰۰ از نظر تاریخی نادرست و گمراه کننده خواهد بود.
- در ونزوئلا ، رنگ آبی میزگرد وحدت دموکراتیک است، ائتلاف چند ایدئولوژیک بزرگ احزاب مخالف، احتمالاً به عنوان همتای قرمز PSUV.
- در ایران رنگ آبی فیروزه ای به عنوان نماد سلطنت طلبی نشان داده می‌شود زیرا آبی فیروزه ای رنگ رسمی پرچم سلطنتی خانواده پهلوی است.
- در بیشتر آمریکای لاتین از رنگ آبی به عنوان رنگی ضد زنانه و به‌طور خاص ضد سقط جنین استفاده می‌شود. این رنگ به عنوان پاسخی به سبز فمینیسم_طرفدار سقط جنین استفاده شد. منشأ این امر آرژانتین است.[۱۹]
- در اتریش رنگ آبی به شدت با راست افراطی، حزب ارتجاع ارتجاعی و با پان ژرمانیسم و نئونازیسم در ارتباط است. این رنگ رسمی حزب آزادی است و به‌طور کلی از اعضای آن در رسانه‌ها و گفتگوی محاوره ای به عنوان «آبی» یاد می‌شود.[۲۰] گل ذرت آبی نمادی ملی از آلمان در قرن نوزدهم بود که اغلب با پروس در ارتباط بود. بعداً به نمادی برای ملی گرایان پان آلمانی در اتریش تبدیل شد، مانند Alldeutsche Vereinigung از گئورگ ریتر فون شونرر. در دهه ۱۹۳۰ اتریش، گل ذرت توسط اعضای NSDAP غیرقانونی در آن زمان به عنوان یک نماد و شناسه مخفی پوشیده شد.[۲۱] پس از ۱۹۴۵، نمایندگان حزب آزادی در دهانه دهانه پارلمان اتریش بر روی برگهای خود گل آویز بستند، تا اینکه در سال ۲۰۱۷ به ادلوایس «اتریشی» تر رفتند.[۲۲]

## قهوه‌ای
قهوه‌ای به دلیل اس‌آ (SA) که به اعضای آن پیراهن قهوه‌ای گفته می‌شد، با نازیسم همراه بوده‌است. آنها از پیراهن مشکی بنیتو موسولینی الگو گرفته شده و رنگ آن به این دلیل انتخاب شده‌است که بسیاری از لباس‌های قهوه ای که برای سربازان استعماری در مستعمرات آفریقای آلمان در نظر گرفته شده بود، پس از پایان جنگ جهانی اول با ارزان قیمت در دسترس بود. در اروپا و جاهای دیگر گاهی از رنگ قهوه ای برای اشاره به فاشیست‌ها به‌طور کلی استفاده می‌شود.
- از قهوه ای گاهی اوقات برای توصیف مخالف احزاب سبز استفاده می‌شود، یعنی توصیف احزاب که اهمیت کمی در مورد آلودگی دارند.[۲۴]

## نخودی
- نخودی تیره از اوایل قرن هجدهم تا اواسط قرن نوزدهم رنگ جناح ویگ در سیاست انگلیس بود. به این ترتیب، بعضی اوقات برای نشان دادن چپ سیاسی فعلی (در تقابل با رنگ آبی، که نماینده توری‌ها و سپس محافظه کاران و راست‌های سیاسی است) استفاده می‌شود.[۲۵]

## خاکستری
- خاکستری است که گاهی اوقات توسط اشخاص که نماینده منافع بازنشستگان و شهروندان ارشد، از جمله عنوان "استفاده خاکستریها " در آلمان است.[۲۶]
- از خاکستری به دلیل ارتباط با ایالات متحد آمریکا می‌توان به استقلال ارتجاعی یا جنبش‌های جدایی طلبی نیز اشاره کرد.[۲۷]
- از خاکستری غالباً برای نمایندگی سیاستمداران مستقل استفاده می‌شود، اما در انگلستان از رنگ سفید برای نمایندگی سیاستمداران مستقل استفاده می‌شود.[۲۸]

## سبز
سبز هم برای احزاب و جنبش‌های سیاسی دوستدار محیط زیست و هم برای اسلامی است (نگاه کنید به رنگ سبز در اسلام).
- جنبش اسپرانتو در نمادگرایی خود از سبز استفاده گسترده‌ای می‌کند، از جمله پرچم این زبان که به عنوان Verda Flago (به معنای واقعی کلمه پرچم سبز) شناخته می‌شود
- سبز سرخس گاهی توسط سازمانها و گروه‌های سیاسی که طرفدار قانونی شدن مصرف دارویی ماری جوانا هستند، استفاده می‌شود.[۲۹]
- از رنگ سبز دریایی به عنوان نمادی توسط اعضای Levellers در قرن هفدهم در انگلیس استفاده می‌شد و به همین دلیل، گاهی از آن برای نشان دادن لیبرالیسم رادیکال استفاده می‌شود.[۳۰]
- گرین همچنین گاهی اوقات با جنبش‌های کشاورزی، مانند حزب پوپولیست، در ایالات متحده در دهه ۱۸۹۰ و احزاب ارضی شمال اروپا فعلی و همچنین حزب ملی استرالیا، یک حزب محافظه کار که به‌طور سنتی منافع منطقه ای و کشاورزی را نمایندگی می‌کند، مرتبط است.[۳۱] اداره ارضی بین‌المللی، اگرچه اغلب به عنوان «بین‌الملل سبز» شناخته می‌شود، اما به‌طور رسمی این رنگ را تأیید نمی‌کند، اگرچه جانشین موسوم به اتحادیه بین‌المللی دهقان، توسط یک شبدر نشان داده شد.[۳۲]
- در کانادا، سبز علاوه بر استفاده توسط حزب سبز کانادا، توسط احزاب راست‌گرای و پوپولیست غیر وابسته به حزب محافظه کار نیز مورد استفاده قرار گرفته‌است[۳۳]. به عنوان مثال می‌توان از حزب اعتباری اجتماعی کانادا، حزب اصلاحات کانادا، اتحاد کانادا، حزب وایلدروز در آلبرتا و حزب ساسکاچوان نام برد.
- در ایران، جنبش سبز ایران، جنبشی سیاسی که پس از انتخابات ریاست جمهوری ایران در سال ۱۳۸۸ یا ۲۰۰۹ به‌وجود آمد، که در آن معترضین خواستار برکناری محمود احمدی‌نژاد از سمت خود بودند، از رنگ سبز استفاده شده‌است.
- در هندوستان، رنگ سبز عمدتاً توسط احزاب چپ میانه، مانند کنگره Allind Trinamool و All India Anna Dravida Munnetra Kazhagam، و احزاب سیاسی اسلامی، مانند اتحادیه مسلمانان اتحادیه هند استفاده می‌شود.
- جنبش‌های ملی گرایان ایرلندی و جمهوری خواهان ایرلند از رنگ سبز استفاده کرده‌اند.[۳۴] Sinn Fein , Fianna Fail و Green Party همه از رنگ سبز به عنوان رنگ استفاده می‌کنند.
- سبز، رنگ مقدس اسلام در نظر گرفته می‌شود، برای نشان دادن اسلام‌گرایی مانند حماس، عربستان سعودی و احزاب اسلام‌گرا استفاده می‌شود.[۳۵][۳۶][۳۷]
- در ایتالیا، جنبش‌های جدایی طلبانه شمالی مانند لگا نورد، سبز را به عنوان رنگ سیاسی خود برگزیدند و از منشأ سلتیک خود دفاع کردند.
- در ژاپن، حزب لیبرال دموکرات (LDP) از رنگ سبز به عنوان رنگ رسمی خود استفاده می‌کند، اگرچه در سال اخیر رنگ قرمز تغییر کرده‌است.
- در مراکش با راهپیمایی سبز ۱۹۷۵ همراه است.
- در بیشتر آمریکای لاتین، رنگ سبز با حرکات طرفدار انتخاب همراه است، این رنگ در آرژانتین به عنوان نمادی از فمینیسم موج سوم و حقوق سقط جنین و یک روسری سبز به عنوان نماد شروع به استفاده کرد.[۳۸]
- در کره جنوبی، احزاب لیبرال از رنگ سبز استفاده می‌کردند. در سال ۲۰۱۳ به رنگ آبی تغییر یافت.
- در تایوان، توسط حزب پیشرو دموکراتیک استفاده می‌شود.

## ارغوانی
سرخابی رنگی است که تمایل به جای زرد برای احزاب و سازمانهای لیبرال و مرکزگرا در اروپا دارد. این نباید با استفاده سوسیالیستی یا سوسیال دموکراتیک از رنگ صورتی اشتباه گرفته شود.

## نارنجی
نارنجی رنگ سنتی ایدئولوژی سیاسی دموکراتیک مسیحی و اکثر احزاب سیاسی دموکراتیک مسیحی است که مبتنی بر تعالیم اجتماعی کاتولیک و / یا الهیات نئو-کالوینیست است. احزاب سیاسی دموکراتیک مسیحی پس از جنگ جهانی دوم در اروپا و قاره آمریکا مورد توجه قرار گرفتند.

## رنگ صورتی
صورتی گاهی توسط احزاب سوسیال دموکرات مانند فرانسه و پرتغال استفاده می‌شود. رنگ سنتی تر سوسیال دموکراسی قرمز است (زیرا سوسیال دموکراسی از جنبش سوسیالیست دموکراتیک ناشی می‌شود)، اما برخی از کشورها احزاب بزرگ سوسیال دموکراتیک را در کنار احزاب بزرگ سوسیالیست یا کمونیست دارند، بنابراین استفاده از رنگ قرمز برای همه آنها گیج کننده است. در چنین مواردی، سوسیال دموکراتها معمولاً کسانی هستند که قرمز را به نفع رنگ دیگری کنار می‌گذارند. صورتی معمولاً به این دلیل انتخاب می‌شود که به عنوان نسخه نرمتر و کمتر پرخاشگرانه رنگ قرمز دیده می‌شود، به همان روشی که سوسیال دموکراسی از مرکزگرایی و سرمایه‌داری بیشتر از سوسیالیسم است. این اصطلاح واژه محاوره ای " pinko " نیز است. 
- در برخی از کشورهای اروپایی و ایالات متحده، رنگ صورتی با همجنس‌گرایی در ارتباط است و پرچم صورتی به عنوان نمادی در حمایت از حقوق شهروندی برای افراد دگرباش جنسی مورد استفاده قرار می‌گیرد[۴۱] این رنگ معمولاً برای نشان دادن آنارشیسم کریر استفاده می‌شود. نشات گرفته از سیاست آلمان نازی در الحاق مثلث صورتی به لباس زندانیان همجنس گرا.

## رنگ بنفش
اگرچه بنفش پیوندهای قدیمی تری با سلطنت دارد، اما برجسته‌ترین رنگی است که به‌طور سنتی با هیچ ایدئولوژی مهم معاصر ارتباط ندارد. به این ترتیب، بعضی اوقات برای نشان دادن ترکیبی از ایدئولوژی‌های مختلف، یا جنبش‌های اعتراضی جدید که منتقد همه احزاب قبلی هستند، مورد استفاده قرار می‌گیرد.
- در اروپا و آمریکای لاتین، رنگ قرمز همچنین با احزاب سوسیال دموکراسی و اغلب متحدان آن‌ها در جنبش کارگری، نمادی از همبستگی مشترک بین چپ گرایان در ارتباط است.
- قرمز همچنین رنگ سنتی احزاب لیبرال در آمریکای لاتین است و از این رنگ برای مثال در شیلی، کلمبیا، کاستاریکا، هندوراس، مکزیک، نیکاراگوئه و اروگوئه برای احزاب لیبرال استفاده شده‌است.
- در کانادا، قرمز رنگ حزب لیبرال کانادا است.
- در انگلستان، استرالیا، نیوزیلند و ایرلند، رنگ قرمز نیز رنگ جنبش کارگری و احزاب کارگری (املاelled کارگر در استرالیا) در این کشورها است. استفاده از رنگ قرمز به عنوان نماد در سرود حزب کارگر انگلیس، پرچم سرخ اشاره شده‌است.
  - در اوج شکوفایی امپراتوری بریتانیا قبل از ۱۹۶۰، نقشه‌ها، کره زمین و اطلسها معمولاً از قرمز یا صورتی برای تعیین امپراتوری انگلیس یا کشورهای مشترک‌المنافع آن استفاده می‌کردند. به محض اینکه مستعمره مستقل شد، به رنگ مشخص خود نیاز داشت و این روند از بین رفت.
- در برزیل، رنگ قرمز همراه با سیاه و سفید قبلاً با ملی‌گرایی برزیل همراه بود.[نیازمند منبع] اولین تجسم حزب ارشد - سوسیال دموکرات متمرکز، هر دو تجسم حزب کارگر برزیل (اولین حزب سوسیال دمکرات، فعلی پوپولیست) و جنبش دموکراتیک برزیل از این طرح رنگی استفاده می‌کنند. قرمز، سیاه و سفید با سه نژادی که ترکیب قومی برزیل را تشکیل می‌دهند در ارتباط است: آمریکایی‌ها (قرمز)، آفریقایی-برزیلی‌ها (سیاه) و برزیلی‌های سفید.
- یک استثنا اساسی در کنوانسیون قرمز به معنای سوسیالیسم ایالات متحده است. از حدود سال ۲۰۰۰، رسانه‌های جمعی با حزب جمهوری‌خواه ارتباط قرمز برقرار کرده‌اند، حتی اگر حزب جمهوری‌خواه یک حزب محافظه کار باشد (نگاه کنید به ایالت‌های قرمز و ایالت‌های آبی). این کاربرد احتمالاً جا افتاده‌است، زیرا اکنون بسیاری از سازمانهای سیاسی (به عنوان مثال وب سایت RedState) از این اصطلاح استفاده می‌کنند. احزاب محافظه کار مانند حزب لیبرال دموکرات ژاپن و حزب قدرت مردم کره جنوبی نیز در سال‌های اخیر قرمز را به عنوان رنگ سیاسی خود در نظر گرفتند.

## قرمز یا سرخ
رنگ قرمز به‌طور سنتی با سوسیالیسم و کمونیسم در ارتباط است. قدیمی‌ترین نماد سوسیالیسم (و با گسترش کمونیسم) پرچم سرخ است که به انقلاب فرانسه در قرن هجدهم و انقلاب‌های ۱۸۴۸ برمی گردد. قبل از این ظرافت، به دلیل نمادگرایی و تداعی خون مسیح، رنگ قرمز به‌طور کلی با سلطنت یا کلیسا در ارتباط بود. رنگ قرمز برای نشان دادن خون کارگرانی انتخاب شد که در مبارزه علیه سرمایه‌داری جان خود را از دست دادند. همه اتحادها و سازمان‌های بزرگ سوسیالیستی و کمونیستی - از جمله انترناسیونال اول، دوم، سوم و چهارم - قرمز را به عنوان رنگ رسمی خود استفاده می‌کردند. ارتباط بین رنگ قرمز و کمونیسم خصوصاً شدید است. کمونیست‌ها بسیار بیشتر و بیشتر از قرمز از رنگهای سنتی خود استفاده می‌کنند.
- در اروپا و آمریکای لاتین، رنگ قرمز همچنین با احزاب سوسیال دموکراسی و اغلب متحدان آنها در جنبش کارگری، نمادی از همبستگی مشترک بین چپ گرایان در ارتباط است.
- قرمز همچنین رنگ سنتی احزاب لیبرال در آمریکای لاتین است و از این رنگ برای مثال در شیلی، کلمبیا، کاستاریکا، هندوراس، مکزیک، نیکاراگوئه و اروگوئه برای احزاب لیبرال استفاده شده‌است.
- در کانادا، قرمز رنگ حزب لیبرال کانادا است.
- در انگلستان، استرالیا، نیوزیلند و ایرلند، رنگ قرمز نیز رنگ جنبش کارگری و احزاب کارگری (املاelled کارگر در استرالیا) در این کشورها است. استفاده از رنگ قرمز به عنوان نماد در سرود حزب کارگر انگلیس، پرچم سرخ اشاره شده‌است.
  - در اوج شکوفایی امپراتوری بریتانیا قبل از ۱۹۶۰، نقشه‌ها، کره زمین و اطلسها معمولاً از قرمز یا صورتی برای تعیین امپراتوری انگلیس یا کشورهای مشترک‌المنافع آن استفاده می‌کردند. به محض اینکه مستعمره مستقل شد، به رنگ مشخص خود نیاز داشت و این روند از بین رفت.
- در برزیل، رنگ قرمز همراه با سیاه و سفید قبلاً با ملی‌گرایی برزیل همراه بود.[نیازمند منبع] اولین تجسم حزب ارشد - سوسیال دموکرات متمرکز، هر دو تجسم حزب کارگر برزیل (اولین حزب سوسیال دمکرات، فعلی پوپولیست) و جنبش دموکراتیک برزیل از این طرح رنگی استفاده می‌کنند. قرمز، سیاه و سفید با سه نژادی که ترکیب قومی برزیل را تشکیل می‌دهند در ارتباط است: آمریکایی‌ها (قرمز)، آفریقایی-برزیلی‌ها (سیاه) و برزیلی‌های سفید.
- یک استثنا اساسی در کنوانسیون قرمز به معنای سوسیالیسم ایالات متحده است. از حدود سال ۲۰۰۰، رسانه‌های جمعی با حزب جمهوری‌خواه ارتباط قرمز برقرار کرده‌اند، حتی اگر حزب جمهوری‌خواه یک حزب محافظه کار باشد (نگاه کنید به ایالت‌های قرمز و ایالت‌های آبی). این کاربرد احتمالاً جا افتاده‌است، زیرا اکنون بسیاری از سازمانهای سیاسی (به عنوان مثال وب سایت RedState) از این اصطلاح استفاده می‌کنند. احزاب محافظه کار مانند حزب لیبرال دموکرات ژاپن و حزب قدرت مردم کره جنوبی نیز در سال‌های اخیر قرمز را به عنوان رنگ سیاسی خود در نظر گرفتند.

## زعفرانی
- در هند، زعفران به‌طور سنتی با هندوئیسم، هندوتوا و جنبش ملی‌گرای هندو همراه است. زعفران به این دلیل انتخاب شده‌است که در هندوسم، رنگ زعفران عمیق با فداکاری، پرهیز مذهبی، تلاش برای نور و نجات همراه است. زعفران یا «باگوا» مقدس‌ترین رنگ برای هندوها است و غالباً توسط سانیاسیسی‌ها که در جستجوی حقیقت نهایی خانه خود را ترک کرده‌اند، می‌پوشند.

## سفید
وایت امروزه عمدتاً با صلح طلبی (مانند پرچم تسلیم) و در سیاست‌های پادشاهی انگلستان به سیاستمداران مستقل مانند مارتین بل مرتبط است.

## رنگ زرد
زرد رنگی است که بیشترین ارتباط را با لیبرالیسم و آزادیخواهی راست دارد.
- در آمریکای لاتین، استفاده از زرد از احزاب چپ سوسیال دموکرات امری غیرمعمول نیست، زیرا قرمز رنگ سنتی لیبرال‌ها بود، به ویژه در کشورهایی که از احزاب لیبرال برجسته قرمز استفاده می‌کنند مانند پاراگوئه، هندوراس، مکزیک، کلمبیا و کاستاریکا.
- رنگ زرد نیز با یهودیت و قوم یهود همراه است، گرچه ممکن است این مسئله منفی دیده شود (به نشان زرد نیز مراجعه کنید) و از سال ۱۹۴۵ ستاره آبی داوود ترجیح داده می‌شود.
- در آسیای شرقی و جنوب شرقی از رنگ زرد برای نشان دادن سلطنت‌ها استفاده می‌شود.[نیازمند منبع] به عنوان مثال، در تایلند رنگ زرد نشان دهنده شاه بهومیبول است. همچنین رنگ طرفدار سلطنت بود از Panchayat سیستم در پادشاهی نپال.
- همچنین این یک رنگ معمول برای نشان دادن آیین بودایی است، راهبان در برمه از آن در تظاهرات ضد دولتی استفاده کردند.
- در برزیل، رنگ زرد، همراه با سبز با جنبش‌های پوپولیست راست و جنبش‌های محافظه کار ملی علیه فساد، حزب ضد کارگران، ضد کمونیست‌ها، حمایت از استیضاح Dilma Rousseff و بعداً، با حمایت Jair Bolsonaro، مانند PSL و اتحاد برای برزیل. ] این انجمن به این دلیل ایجاد شد که بسیاری از معترضین به دلما پیراهن تیم ملی فوتبال برزیل را به تن می‌کنند که با شماره‌ها و برخی جزئیات به رنگ سبز زرد است و معترضین شعار می‌دادند که پرچم برزیل "هرگز قرمز نخواهد شد" (با اشاره به رنگ‌های کمونیسم و حزب کارگران) و "همیشه سبز و زرد خواهند بود".
- در هنگ کنگ، رنگ زرد نمایندگان طرفداران دموکراسی خواهی است.
- در مالزی، رنگ زرد توسط Bersih (ائتلاف برای انتخابات پاک و منصفانه) استفاده شد.
- در کره جنوبی، رنگ زرد با طرفداران حزب آوری و رئیس‌جمهور سابق روح مو هیون همراه است.
- در ایالات متحده، رنگ زرد رنگ رسمی جنبش حق رأی در اواخر قرن ۱۹ و اوایل قرن ۲۰ بود.[۴۴] در قرن بیست و یکم، رنگ رسمی مارک‌های حزب لیبرتاریا طلایی / زرد (HEX # E5C601)، خاکستری و سیاه است.[۴۵] رنگ زرد / طلا به دلیل ارتباط تاریخی با لیبرالیسم کلاسیک و اشاره به ارز با پشتوانه طلا و بازارهای آزاد برجسته است.